# جيب وريدي جافوي
الجيوب الوريدية الجافوية (بالإنجليزية: Dural venous sinuses)‏ أو جيوب الجافية أو مَشابر الجافية (بالإنجليزية: dural sinuses)‏ أو الجيوب الدماغية (بالإنجليزية: cerebral sinuses)‏ أو الجيوب القِحفية (بالإنجليزية: cranial sinuses)‏ هي قنوات وريدية تُوجد بين الطبقة السمحاقية والطبقة السحائية المُكونة للأم الجافية في الدماغ. تَتلقى هذه الجيوب الدم من أوردة الدماغ الداخلية والخارجية، كما تتلقى السائل النُخاعي من الحيز تحت العنكبوتية بواسطة تحببات العنكبوتية، وتصب هذه الجيوب غالباً في الوريد الوداجي الغائر.

## الجيوب الوريدية
| الاسم          | يصُب في                                          |
| الأمام         |                                                 |
| جيب وتدي جداري | جيب كهفي                                        |
| جيب كهفي       | الجيوب الصخرية العلوية والسُفلية                 |
| المنتصف        |                                                 |
| جيب سهمي علوي  | تُصبح عادة جيب أنفي مستعرض أيمن أو مُلتقى الجيوب. |
| جيب سهمي سفلي  | جيب مستقيم                                      |
| جيب مستقيم     | تُصبح عادة جيب أنفي مستعرض أيسر أو مُلتقى الجيوب. |
| الخلف          |                                                 |
| جيب قذالي      | ملتقى الجيوب                                    |
| ملتقى الجيوب   | الجيوب الأنفية المستعرضة اليُمنى واليُسرى         |
| الجانب         |                                                 |
| جيب صخري علوي  | جيب مستعرض                                      |
| جيب مستعرض     | جيب سيني                                        |
| جيب صخري سفلي  | وريد وداجي غائر                                 |
| جيب سيني       | وريد وداجي غائر                                 |

## الهيكل
تتكون جدران الجيوب الوريدية الجافوية من الأم الجافية المُحاط ببطانة غشائية (طبقة مُتخصصة من الخلايا المُسطحة تتواجد في الأوعية الدموية). تختلف عن الأوعية الأدموية الأخرى في كونها تفتقر إلى مجموعة كاملة من طبقات الأوعية (مِثل الغلالة الوسطانية) التي تُميز الشرايين وَالأوردة، كما أنها تفتقر إلى الصمامات الموجودة في الأوردة.

## الأهمية السريرية
صدمات الأم الجافية قد تؤدي إلى إصابة الجيوب الوريدية الجافوية، والذي قد يؤدي إلى تكون خثار الدم داخل هذه الجيوب، ومن الأسباب الأخرى الشائعة لخثار الجيوب هو انتقال عدوى التهاب النسيج الخلوي الحجاجي عبرَ الوريد البصري، وفي نفس الوقت من النادر أن يؤدي هذا الخثار إلى حدوث احتشاء نزفي أو وذمة دماغية مع حدوق مضاعفات خطيرة مثل نوبات الصرع أو العجز العصبي أو الموت.